# Enoc Pérez
Enoc Abraham Pérez Matamoros (Guápiles, Pococí, 22 de enero de 1982) es un futbolista profesional costarricense que juega como delantero y su actual equipo es el Santos de Guápiles de la Primera División de Costa Rica.

## Trayectoria
Inició su carrera en la Liga Deportiva Alajuelense, donde formó parte del proceso de ligas menores desde el 1998. Fue cedido a préstamo en el 2000 a la Universidad de Costa Rica de la Liga de Ascenso en un convenio entre alajuelenses y universitarios. Posteriormente regresaría a la Primera División para militar con equipos como el Municipal de Pérez Zeledón en el 2003, Ramonense en el 2004, el Herediano en el 2005, el Cartaginés en el 2006 y  San Carlos en el 2007. Se convertiría internacional en el 2008 al vincularse al el AO Kavala de la Beta Ethniki griega. Su paso por el fútbol de Grecia se desarrolló en las ligas Beta Ethniki y Gamma Ethniki, teniendo actuaciones con el Ilioupoli FC y el Trikala F.C.. Regresaría a suelo costarricense en el 2011 para vincularse al  Herediano, equipo con el cual se proclama campeón del Torneo Verano 2012, donde además obtuvo los subcampeonatos del Invierno 2011 e Invierno 2012. Posteriormente se vincularía al Municipal de Pérez Zeledón en el 2013 y al Santos de Guápiles en ese mismo año, equipo con el que milita hasta la actualidad. 
Enoc Pérez tuvo participación con la Selección de fútbol sub-17 de Costa Rica en el premundial del Copa Mundial de Fútbol Sub-17 de 1999 en Nueva Zelanda, donde Costa Rica no lograría la clasificación.

## Clubes
| Club                      | País       | Año               |
| ------------------------- | ---------- | ----------------- |
| Alajuelense               | Costa Rica | 1998 - 2000       |
| Universidad de Costa Rica | Costa Rica | 2000- 2003        |
| Pérez Zeledón             | Costa Rica | 2003              |
| AD Ramonense              | Costa Rica | 2004              |
| Herediano                 | Costa Rica | 2005              |
| Cartaginés                | Costa Rica | 2006              |
| AD San Carlos             | Costa Rica | 2007              |
| AO Kavala                 | Grecia     | 2008              |
| Ilioupoli FC              | Grecia     | 2009              |
| Trikala F.C.              | Grecia     | 2010              |
| Herediano                 | Costa Rica | 2011 - 2012       |
| Pérez Zeledón             | Costa Rica | 2013              |
| Limón FC                  | Costa Rica | 2013 - actualidad |

## Palmarés
| Título           | Club                 | Año         |
| ---------------- | -------------------- | ----------- |
| Primera División | Club Sport Herediano | Verano 2012 |